# Katy, Texas
Katy là một thành phố thuộc quận Harris, tiểu bang Texas, Hoa Kỳ. Năm 2010, dân số của xã này là 14102 người.

## Dân số
- Dân số năm 2000: 11775 người.
- Dân số năm 2010: 14102 người.